# Primera llum

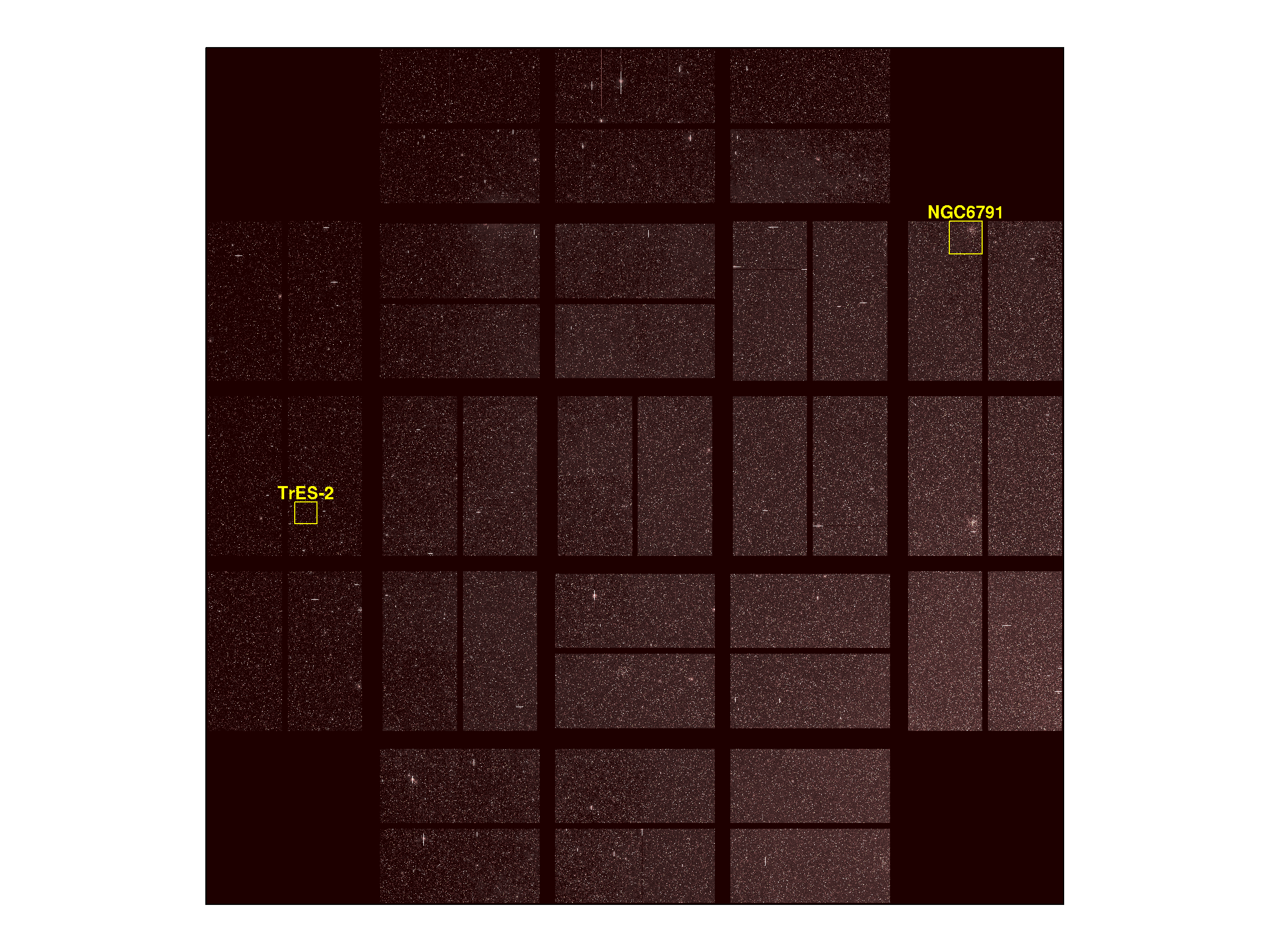
Imatge de la primera llum des de la missió Kepler

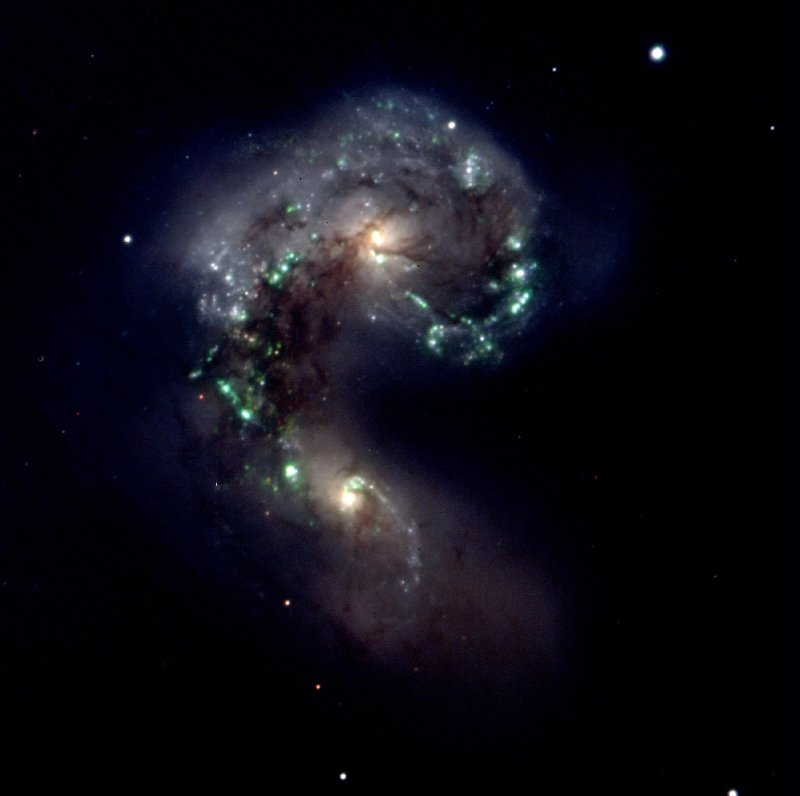
Imatge de la primera llum del VIMOS en el Very Large Telescope

En astronomia, la primera llum és el primer ús d'un telescopi (o, en general, un nou instrument) per prendre una imatge astronòmica després de ser construït. Sovint, això no és la primera observació amb el telescopi; probablement es realitzen proves òptiques durant la llum del dia per ajustar els components. La primera imatge és normalment de poc interès científic i és de mala qualitat, ja que els diversos elements del telescopi encara no s'han ajustat per a una eficiència òptima. Tot i això, una primera llum és sempre un moment de gran emoció, tant per a les persones que el dissenyen i construeixen pel telescopi i per a la comunitat astronòmica. S'escull normalment un objecte astronòmic conegut i espectacular com a subjecte.
Per exemple, el Telescopi Hale de 200 polzades va veure la primera llum el 26 de gener de 1949, mirant a NGC 2261 sota la direcció de l'astrònom americà Edwin Powell Hubble. La imatge va ser publicada en diverses revistes.
El Telescopi d'Isaac Newton té dues primeres llums: una a Anglaterra en 1965 amb el mirall original, i l'altra en 1984 a l'illa de La Palma. En el segon cop de la primera llum va ser realitzada amb una càmera de video que va mostrar el parpelleig del púlsar del Cranc.
El Large Binocular Telescope va tenir la seva primera llum amb un sol mirall primari el 12 d'octubre de 2005, que va ser una vista del NGC 891. El segon mirall primari va ser instal·lat el gener de 2006 i va entrar en ple funcionament el gener de 2008.
L'observatori espacial solar IRIS va aconseguir la primera llum el 17 de juliol de 2013. L'investigador principal va comentar que "La qualitat de les imatges i els espectres que estem rebent de l'IRIS és increïble. Això és just el que esperàvem ..."

## Cosmologia
En cosmologia física, la primera llum es refereix a la llum emesa d'una primera generació de hiperestrelles, formades poc menys de mil milions d'anys després del big-bang, que va portar a la fi de le èpoques fosques cosmològiques.